# Окафор, Джон
Джон Икечукву Окафор (англ. John Ikechukwu Okafor, 17 октября 1961 года — 2 марта 2024 года) — нигерийский ветеран-актёр и комик. Более известен как Мистер Ибу. Снялся в более чем 200 фильмах кинокомпаний Голливуда, включая фильмы из серии «Мистер Ибу».

## Биография
Джон Окафор родился 17 октября 1961 года. Он происходил из Умунекву в бывшем Восточном регионе Нигерии (ныне в Нкану-Уэст-Либерал-Гарденс, штат Энугу). Окончив начальную школу и потеряв отца в 1974 году Окафор переехал в Сапеле к своему брату. Там он выполнял чёрную работу, был парикмахером, делал ящики в компании, которая производила тару, чтобы иметь возможность учиться и содержать семью. Увлекался фотографией. После окончания средней школы он был принят в педагогический колледж Йолы, но бросил учёбу из-за финансовых трудностей. Позже он поступил в Институт управления и технологий (ИМТ) в Энугу.
Okafor был известен как «Борат Нигерии» и в 2012 году описал гомосексуальность в Голливуде как нечто похожее на вирус, сказав: «Если в этом мире есть хоть какой-то способ, которым люди могут остановить его или убить, пожалуйста, сделайте это».
Окафор также некоторое время занимался музыкой. 15 октября 2020 года он выпустил свои песни под названием «This girl» и «Do you know».
До своей актерской карьеры Окафор был боксёром, футбольным тренером, занимался карате. Он был женат дважды в своей жизни. У него более 10 детей. У его второй жены, Стеллы Марис Окафор, было трое детей, один из которых умер.
Его сын Дэниел и приемная дочь Жасмин были обвинены во взломе телефона Окафора и краже у него около 60 000 долларов. Они были арестованы в январе 2024 года.
В октябре 2023 года Окафор сообщил, что страдает от недуга, который грозит ампутацией ноги. Он сказал, что эта болезнь поразила его, когда он был на съемочной площадке с другими актёрами Голливуда. Он обратился к своим поклонникам и общественности с просьбой молиться о нём и оказать финансовую помощь для покрытия его медицинских счётов. Он также поделился видео, в котором он лежит на больничной койке и выражает страх потерять ногу. Фонд Абубакара Букола Сараки, который был основан бывшим председателем Сената Нигерии, оплатил все медицинские расходы Окафора по состоянию на 18 октября 2023 года. Фонд также заявил, что Окафору по-прежнему требуется большая финансовая помощь для содержания в больнице и для выезда за границу для дальнейшего лечения.
В ноябре 2023 года Окафор перенёс ампутацию ноги, ему потребовалось семь операций. Его семья заявила, что ампутация была необходима, чтобы сохранить ему жизнь и увеличить его шансы на выздоровление.
Окафор умер в больнице Evercare в Лагосе, Нигерия, 2 марта 2024 года в возрасте 62 лет от остановки сердца Похороны состоялись в его родном городе в пятницу 28 июня 2024 года. После его смерти его приемная дочь, Жасмин, переименовала его аккаунт в TikTokе с миллионом подписчиков на свое имя и удалила все видео, в которых она не была представлена.

## Фильмография
- Мистер Ибу (2004)
- Мистер Ибу 2 (2005)
- Мистер Ибу и его сын
- Производители гробов
- Поставщики мужей
- Международные игроки
- Four Forty (2006) в роли Окукусеку
- Store Keeper (2006) в роли Невиновного
- Issakaba (1999)
- Мистер Ибу в Лондоне (2005) в роли Ибу
- Полицейский рекрут (2003)
- Bafana Bafana (2007) в роли Мази
- 9 жен (2005) в роли Онувы
- Ibu in Prison (2006)
- Keziah (2007) в роли Клетуса.
- Desperate Search (2007) как Job
- Most Wanted Kidnappers (2010) как Akawo
- Sherikoko (2010) как Highjack
- Open and Close (2011) как Okwuti
- Ibu in Sierra Leone (2013) как Ibu
- Chinbundu (2014) как Okoro
- Love Wahala (2014) как Thomas
- Plantain Girl (2015) как Amadi
- London Fever (2017)
- Prince of Deceit (2017) как Emeka
- The Eve (2018) как Uncle Festus
- The Album (2020) как Steve Eboh